# ستيف لوك
ستيف لوك (بالإنجليزية: Steve Luke)‏ هو لاعب كرة قدم أمريكية أمريكي، ولد في 4 سبتمبر 1953 في ماسيلون في الولايات المتحدة.

## وصلات خارجية
- ستيف لوك على موقع مرجع كرة القدم المحترفة.كوم (الإنجليزية)